# Steelbath Suicide
Steelbath Suicide è il primo album in studio della band melodic death metal Soilwork, pubblicato soltanto in Europa il 20 maggio del 1998, sotto l'etichetta Listenable Records.
Nel 2000 la Century Media ha ripubblicato l'album con una differente copertina ed in più una versione live di Sadistic Lullaby; in seguito è stato nuovamente distribuito nel 2008, con le versioni live di Sadistic Lullaby e The Aardvark Trail.
Il disco si presenta con un sound grezzo e violento, tipico del death metal, mentre le tastiere trovano un ruolo solamente marginale all'interno della composizione.

## L'album
Il disco si apre con la breve strumentale Entering The Angel Diabolique, dove riff melodici e brevi ma discreti assoli di chitarra si mischiano alla perfezione con riff più "cattivi", seguita dall'altrettanto breve Sadistic Lullaby dove compare per la prima volta il cantato di "Speed", ovvero uno scream rigorosamente in tono basso.
Alla terza posizione del disco troviamo My Need, canzone dai riff aggressivi e veloci arricchiti con l'utilizzo di alcuni armonici artificiali e con l'inserimento di un assolo di chitarra abbastanza rapido, seguita a ruota da Skin After Skin, dai ritmi più calmi (ma non troppo), composta da riff più vari rispetto ai precedenti.
La seguente Wings Of Domain ricalca il ritmo più moderato della precedente canzone, trovando spazio nella composizione anche una tastiera di sottofondo più marcata rispetto alla maggior parte delle tracce dell'album; subito dopo vi è la title track Steelbath Suicide, la quale presenta un ritmo particolarmente aggressivo con un assolo di chitarra notevole, nel quale vengono sfruttate diverse tecniche chitarristiche quali il tapping e l'utilizzo della wah wah; la successiva In a Close Encounter presenta un sound molto grezzo e violento nonostante il ritmo della canzone sia moderato, anche se la tastiera contribuisce in ottimo modo a renderla più orecchiabile, dando vita ad atmosfere tetre.
Centro de Predominio è un'altra breve strumentale dove le chitarre svolgono un eccellente lavoro, tra riff melodici ed assoli stridenti, mentre Razorlives presenta nuovamente un sound molto aggressivo tipico dei primi lavori dei Soilwork, combinato ad una breve parte strumentale dove spicca un breve ma ben fatto assolo melodico, seguito poi da un altro più veloce dove vengono ben impiegati gli armonici artificiali.
Demon In Veins è la canzone più dura dell'album, caratterizzata da un'intro particolarmente oscura e da una voce elettronicamente distorta, dopo di cui la melodia si perde lasciando spazio ad un riffing ed un drumming particolarmente "cattivi" anche quando il ritmo decelera, mentre The Aardvark Trail chiude l'album presentando una canzone non differente dalla linea guida generale dell'album, dove vi sono diversi fill melodici di chitarra combinati bene con alcuni riff particolarmente catchy e con altri più crudi.

## Tracce
1. Entering the Angel Diabolique - 2.25
2. Sadistic Lullaby- 2.55
3. My Need - 3.42
4. Skin After Skin - 3.13
5. Wings of Domain (featuring Mattias Eklundh) - 3.19
6. Steelbath Suicide - 2.52
7. In a Close Encounter - 2.52
8. Centro de Predominio - 2.06
9. Razorlives - 4.24
10. Demon in Veins - 3.43
11. The Aardvark Trail - 4.14

### Bonus Tracks
1. Disintegrated Skies (traccia bonus per il Giappone) - 3:59
2. Burn (cover dei Deep Purple, traccia bonus per il Giappone) - 5:44

### Bonus Tracks - ripubblicazione del 2000
1. Sadistic Lullaby (live) - 2:49

### Bonus Tracks - ripubblicazione del 2008
1. Sadistic Lullaby (live @ Tilburg 99) - 3:16
2. The Aardvark Trail (live @ Tilburg 99) - 4:56

## Formazione
- Björn "Speed" Strid - voce
- Peter Wichers - chitarra
- Ludvig Svartz - chitarra
- Carlos Del Olmo Holmberg - tastiere e sintetizzatori
- Ola Flink - basso
- Jimmy Persson - batteria

## Pubblicazione dell'album
| Regione | Anno di pubblicazione | Versione        | Etichetta          |
| Europa  | 1998                  | Originale       | Listenable Records |
| Europa  | 2000                  | Ripubblicazione | Century Media      |
| Europa  | 2008                  | Ripubblicazione | Century Media      |

## Curiosità
- La canzone Sadistic Lullaby è stata reinterpretata dagli stessi Soilwork nel loro album del 2010, intitolato The Panic Broadcast: il pezzo è presente nel disco soltanto come bonus track, non compreso quindi nella versione standard dell'album ma in alcune edizioni speciali di quest'ultimo
- La canzone My Need è una versione rivisitata di un'omonima traccia dell'unico demo pubblicato dai Soilwork, intitolato In Dreams We Fall into the Eternal Lake
- La canzone Demon in Veins è una versione rivisitata di Wake Up Call, traccia presente in un demo dei Soilwork mai pubblicato: il testo della canzone è stato modificato soltanto nel ritornello
- Le due tracce bonus Burn (cover dei Deep Purple) e Disintegrated Skies, entrambe commercializzate per il Giappone, sono state inserite anche nell'EP The Early Chapters del 2004
- L'assolo della canzone Wings of Domain è stato eseguito dal chitarrista Mattias Eklundh.